# Norman Allin
Norman Allin (Ashton-under-Lyne, 19 novembre 1884 – Pontrilas, 27 ottobre 1973) è stato un basso e insegnante britannico dei primi e della metà del ventesimo secolo e in seguito insegnante di canto.

## Biografia

### Formazione
Allin nacque ad Ashton-under-Lyne nel 1884. Studiò al Royal Manchester College of Music con John Acton (canto) e Walter Carroll (teoria). Sposò l'insegnante Edith Clegg nel 1912 e andò a Londra, dove il direttore d'orchestra Sir Henry Wood lo ascoltò e progettò di coinvolgerlo nel Festival di Norwich del 1914. Il festival fu interrotto dallo scoppio della prima guerra mondiale. Tuttavia Allin cantò l'aria di Händel O ruddier than the cherry, da Aci e Galatea, durante un Concerto Promenade sotto Wood durante la guerra.

### Carriera nell'opera
Sir Thomas Beecham lo ascoltò e gli offrì immediatamente il ruolo da protagonista nel Boris Godunov di Mussorgsky, ma Allin sentiva che era necessario un debutto meno impegnativo. Quindi la sua prima apparizione per Beecham fu come il Vecchio ebreo in Samson et Dalila il 15 ottobre 1916. Con la Beecham Opera Company apparve anche nell'Aida di Verdi. Nel 1918 cantò per la prima volta ad un concerto della Royal Philharmonic, sempre sotto la direzione di Beecham. In seguito apparve come Boris, come Gurnemanz nel Parsifal di Wagner, Hagen ne Il crepuscolo degli dei di Wagner e il Barone Ochs ne Il cavaliere della rosa di Richard Strauss alla Royal Opera House, Covent Garden. Nel 1921 divenne membro fondatore della British National Opera Company.
Allin creò il ruolo di Sir John Falstaff nell'opera di Holst del 1925 At the Boar's Head. Nel 1934 apparve nella produzione iniziale del Glyndebourne Festival Opera de Le nozze di Figaro di Mozart con Fritz Busch e Carl Ebert.

### Concerti ed oratori
Allin era forse meglio conosciuto dai frequentatori di musica contemporanea come cantante in concerti e oratori. Nel 1927 apparve davanti alla Royal Philharmonic Society nella Missa Solemnis di Beethoven con la Royal Choral Society sotto la direzione di Sir Hugh Allen. Nel 1932, dopo aver tenuto la sua 270° esibizione del Messia di Händel ad un concerto ad Halle, decise di non cantare più la parte.
Dava sempre la massima soddisfazione quando cantava nei festival musicali e Wood sentiva di potersi fidare di lui per qualsiasi cosa. Fu uno dei solisti nel cast originale della Serenata alla musica di Vaughan Williams il 5 ottobre 1938. Il commento usato per il suo assolo sono "I movimenti del suo spirito sono scuri come la notte e i suoi affetti tenebrosi come Erebus", il più basso assolo dell'opera. Partecipò anche all'esecuzione di questo lavoro per la Royal Philharmonic Society, per conto del Benevolent Fund dei musicisti, nel febbraio del 1940.

### Carriera come insegnante
Nel 1934 prese parte a un tour operistico di sette mesi in Australia, esibendosi principalmente a Melbourne e Sydney. Al suo ritorno gli fu offerta una cattedra di canto alla Royal Academy of Music e la accettò nell'autunno del 1935. In seguito accettò anche un incarico simile al Royal Manchester College, che tenne insieme all'altro impegno, dimettendosi dal posto a Manchester solo nel 1942 a causa della pressione del lavoro di Londra.

## Incisioni
Norman Allin registrò per Columbia Records. La sua carriera discografica è durata dal 1916 al 1940 circa. Molti dei suoi titoli sono stati incisi due volte, prima acusticamente e poi, dopo il 1925, elettricamente.
Tra le registrazioni acustiche c'era uno dei primi best seller, il disco a 10" di Invictus di Bruno Huhn (su parole di William Ernest Henley) accoppiato con The Blind Ploughman di Coningsby Clarke. Questo fu rifatto elettricamente.

### Alcune incisioni d'opera e concerto
- Händel: O Ruddier than the Cherry (Aci e Galatea)
- Händel: Honour and Arms (Sansone)
- Händel: Aria from Partenope
- Händel: But Who may Abide?, The People that Walked in Darkness, The Trumpet Shall Sound, and Why do the Nations? (Messiah)
- Mozart: O Isis and Osiris, and Within These Hallowed Dwellings (Il flauto magico)
- Mozart: See the Way You Rogues (Il ratto dal seraglio)
- Halévy: Tho' Faithless men (Si la rigueur) (La Juive)
- Wagner: Addio di Wotan (La Valchiria)
- Wagner: Hagen's Watch, and Hagen's Call (Il crepuscolo degli dei)
- Tchaikovsky: To the Forest
- Loewe: Edward
- Gounod: brani dal Faust
- Gounod: Nazareth
- Gounod: Jésus de Nazareth (1932, con il BBC Chorus, direttore Stanford Robinson)
- Gounod: She Alone Charmeth my Sadness (La reine de Saba)
- Jean-Baptiste Faure: The Palms
- Richard Strauss: un Lied
- Vaughan Williams: Serenata alla Musica (registrato immediatamente dopo la prima del concerto del 1938).

Ha registrato duetti con Frank Mullings, Hubert Eisdell e Dora Labbette.